# Subrata Pal
Subrata Pal, né le 24 novembre 1986 à Sodepur dans l'État du Bengale-Occidental, est un footballeur international indien, qui évolue au poste de gardien de but.

## Biographie

### Carrière en club
Lors de la finale de la Federation Cup, le 5 décembre 2004, il blesse mortellement (accident) Cristiano Júnior à la 78e minute, en le heurtant violemment alors que celui-ci est en train d'inscrire un but. Cristiano fait un arrêt cardiaque et décède à l'hôpital. Son club de Dempo annonce alors que le numéro 10 est retiré en son honneur. Le club dépose une plainte pour négligence criminelle envers Subrata Pal, l'hôpital Hosmat, la Karnataka State Football Association, ainsi que les organisateurs. Subrata Pal est suspendu deux mois à la suite de ce drame.

### Carrière internationale
Subrata Pal compte 64 sélections avec l'équipe d'Inde depuis 2007.
Il participe aux succès de son équipe nationale lors de l'AFC Challenge Cup 2008 puis lors de la Nehru Cup 2009. Il est le gardien indien lors de la Coupe d'Asie 2011.